# Ольховчик (приток Тересвы)
Ольховчик  (укр. Вільхівчик) — река в Украинских Карпатах, в границах Тячевского района Закарпатской области. Правый приток Тересвы (бассейн Тисы).

## Описание
Длина реки — 14 км, площадь бассейна — 22 км². Уклон реки 27 м/км. Река типично горная. Долина узкая и глубокая (кроме приустьевой части), во многих местах залесена. Русло слабоизвилистое, порожистое.

## Расположение
Ольховчик берёт начало севернее села Ольховчик, в междуречье Большой Угольки и Лужанки. Течёт на юг, частично — на юго-восток. Впадает в Тересву рядом с северо-восточной частью села Ольховцы.